# Aspangberg-St. Peter
Aspangberg-St. Peter est une commune autrichienne du district de Neunkirchen en Basse-Autriche.